# Blue Hole
Blue Hole är ett blått hål i Röda havet, Egypten. Det ligger i guvernementet Sina al-Janubiyya, i den östra delen av landet, 400 km sydost om huvudstaden Kairo.